# إريك كوك
إريك كوك (بالإنجليزية: Erik Cook) هو لاعب كرة قدم أمريكية أمريكي، ولد في 5 يوليو 1987 في ألباكركي في الولايات المتحدة.

## وصلات خارجية
- إريك كوك على موقع مرجع كرة القدم المحترفة.كوم (الإنجليزية)